# Bass Communion v Muslimgauze
| Recensione | Giudizio |
| ---------- | -------- |
| AllMusic   |          |

Bass Communion v Muslimgauze è un album in studio dei musicisti britannici Bass Communion e Muslimgauze, pubblicato nel settembre 1999 dalla Soleilmoon Recordings.

## Descrizione
Distribuito in sole 600 copie, il disco si compone di cinque brani realizzati dai due artisti britannici tra il 1996 e il 1997. Nell'agosto 2000 è uscita una ristampa dell'album, edita sempre dalla Soleilmoon Recordings, mentre nel 2006 tutti i brani sono apparsi nella raccolta Bcvsmgcd insieme a quelli dell'EP Bass Communion v Muslimgauze EP.

## Tracce
1. One – 8:36
2. Two – 7:16
3. Three – 13:04
4. Four – 4:58
5. Five – 10:38

## Formazione
- Bass Communion – strumentazione, montaggio
- Muslimgauze – ritmica, loop